# Radulomyces fuscus
Radulomyces fuscus är en svampart som först beskrevs av Lloyd, och fick sitt nu gällande namn av Ginns 1976. Radulomyces fuscus ingår i släktet Radulomyces och familjen mattsvampar.   Inga underarter finns listade i Catalogue of Life.